# Funkcija stanja
U termodinamici, funkcija stanja ili funkcija tačke je funkcija definisana za sistem koja povezuje nekoliko varijabli stanja ili kvantiteta stanja koji zavise samo od trenutnog ravnotežnog stanja sistema, na primer gasa, tečnosti, čvrste materije, kristala ili emulzije. Funkcije stanja ne zavise od puta kojim je sistem stigao do sadašnjeg stanja. Funkcija stanja opisuje stanje ravnoteže sistema i tako opisuje tip sistema. Na primer, funkcija stanja može opisati atom ili molekul u gasovitom, tečnom ili čvrstom obliku; heterogenu ili homogenu smešu; i količine energije potrebne za stvaranje takvih sistema ili za njihovu promenu u drugo stanje ravnoteže.
Na primer, unutrašnja energija, entalpija, i entropija su kvantiteti stanja, jer kvantitativno opisuju stanje ravnoteže termodinamičkog sistema, bez obzira na to kako je sistem stigao u to stanje. Nasuprot tome, mehanički rad i toplota su procesne veličine ili funkcije puta, jer njihove vrednosti zavise od specifične tranzicije (ili putanje) između dva ravnotežna stanja. Toplota u određenim diskretnim količinama može da opiše određenu funkciju stanja, kao što je entalpija, ali generalno ne opisuje sistem, osim ako se ne definiše kao funkcija stanja određenog sistema, i stoga se entalpija opisuje količinom toplote. Ovo se takođe može primeniti na entropiju kada se toplota uporedi sa temperaturom. Način opisa se rasčlanjuje za količine koje pokazuju histerezisne efekte.

## Istorija
Moguće je da je pojam „funkcije stanja” korišten u slobodnom smislu tokom 1850-ih i 60-ih godina među naučnicima kao što su Rudolf Klauzijus, Vilijam Rankin, Piter Tejt, Vilijam Tomson, i jasno je da je do 1870-ih godina taj termin stekao sopstveni vid primene. Godine 1873. godine, na primer, Vilard Gibs, u svom radu „Grafičke metode u termodinamici fluida”, navodi: „Količine V, B, T, U i S su određene kada je stanje tela dato, i dopustivo je da se nazivaju funkcijama stanja tela”.

## Pregled
Termodinamički sistem je opisan nizom termodinamičkih parametara (npr. temperatura, zapremina, pritisak) koji nisu nužno nezavisni. Broj parametara potrebnih za opis sistema je dimenzija stanja prostora sistema (D). Na primer, monatomski gas sa fiksnim brojem čestica je jednostavan slučaj dvodimenzionalnog sistema (D = 2). U ovom primeru, bilo koji sistem je jedinstveno specificiran sa dva parametra, kao što su pritisak i zapremina, ili možda pritisak i temperatura. Ovi izbori su ekvivalentni. Oni su jednostavno različiti koordinatni sistemi u dvodimenzionalnom termodinamičkom prostoru. S obzirom na pritisak i temperaturu, zapremina se izračunava iz njih. Isto tako, polazeći od pritiska i zapremine, izračunava se temperatura. Analogna tvrdnja važi za prostore viših dimenzija, kao što je opisano u postulatu stanja.
Uopšteno gledano, funkcija stanja ima formu
{\displaystyle F(P,V,T,\ldots )=0,}
gde P označava pritisak, T označava temperaturu, V označava zapreminu, a elipsa označava druge moguće varijable stanja kao što je broj čestica N i entropija S. Ako je prostor stanja dvodimenzionalan kao u prethodnom primeru, može se vizuelizovati prostor stanja kao trodimenzionalni graf (površina u trodimenzionalnom prostoru). Oznake osa nisu jedinstvene, jer u ovom slučaju ima više varijabli stanja od tri, a bilo koje dve nezavisne varijable su dovoljne za definisanje stanja.
Kada sistem kontinuirano menja stanje, on sledi „putanju” u prostoru stanja. Putanja se može odrediti tako što će se zabeležiti vrednosti parametara stanja kada sistem prati putanju, možda kao funkcija vremena ili neke druge spoljne promenljive. Na primer, mogu se uzeti pritisak {\displaystyle P(t)} i zapremina {\displaystyle V(t)} kao funkcije vremena od {\displaystyle t_{0}} do {\displaystyle t_{1}}; ovo će odrediti putanju u dvodimenzionalnom primeru prostora. Mogu se formirati razne vrste funkcija vremena koje se mogu integrisati preko puta. Na primer, ako se želi da se izračuna rad sistema od vremena {\displaystyle t_{0}} do {\displaystyle t_{1}} izračunava se
{\displaystyle W(t_{0},t_{1})=\int _{0}^{1}P\,dV=\int _{t_{0}}^{t_{1}}P(t){\frac {dV(t)}{dt}}\,dt.}
Da bi se izračunao rad W u gore navedenom integralu, potrebo je da se poznaju funkcije {\displaystyle P(t)} i {\displaystyle V(t)} za svako vreme {\displaystyle t}, nad celokupnim putem. Funkcija stanja je funkcija parametara sistema koja zavisi samo od vrednosti parametara na krajnjim tačkama putanje. Na primer, ako se želi izračunati rad plus integral {\displaystyle VdP} preko putanje. Važi sledeće:
{\displaystyle {\begin{aligned}\Phi (t_{0},t_{1})&=\int _{t_{0}}^{t_{1}}P{\frac {dV}{dt}}\,dt+\int _{t_{0}}^{t_{1}}V{\frac {dP}{dt}}\,dt\\&=\int _{t_{0}}^{t_{1}}{\frac {d(PV)}{dt}}\,dt=P(t_{1})V(t_{1})-P(t_{0})V(t_{0}).\end{aligned}}}
Može se videti da se integrand može izraziti kao egzaktan diferencijal funkcije {\displaystyle P(t)V(t)} i da se stoga integral može izraziti kao razlika u vrednosti {\displaystyle P(t)V(t)} tačke integracije. Produkt {\displaystyle PV} je stoga funkcija stanja sistema
Kao notacija, specificira se upotreba d za označavanje egzaktnog diferencijala. Drugim rečima, integral {\displaystyle d\Phi } će biti jednak {\displaystyle \Phi (t_{1})-\Phi (t_{0})}. Simbol δ će biti rezervisan za neegzaktan diferencijal, koji se ne može integrisati bez potpunog poznavanja putanje. Na primer, {\displaystyle \delta W=PdV} će se koristiti za označavanje infinitezimalnog povećanja rada.
Najbolje je razmišljati o funkcijama stanja kao o količinama ili svojstvima termodinamičkog sistema, dok one koje nisu funkcije stanja predstavljaju proces tokom kojeg se funkcije stanja menjaju. Na primer, funkcija stanja {\displaystyle PV} je proporcionalna unutrašnjoj energiji idealnog gasa, dok je rad {\displaystyle W} količina prenesene energije dok sistem obavlja rad. Unutrašnja energija je prepoznatljiva; to je poseban oblik energije. Rad je količina energije koja je promenila oblik ili lokaciju.

## Spisak funkcija stanja
Sledeće veličine se smatraju funkcijama stanja u termodinamici:
| - Masa - Energija () - Entalpija () - Unutrašnja energija () - Gibsova slobodna energija () - Helmholcova slobodna energija () - Eksergija () - Entropija () | - Pritisak () - Temperatura () - Zapramina () - Hemijska kompozicija - Specifična zapremina (v) ili njegova recipročna vrednost, gustina (ρ) - Altituda - Broj čestica () |

## Literatura
- Callen, Herbert B. (1985). Thermodynamics and an Introduction to Thermostatistics. Wiley & Sons. ISBN 978-0-471-86256-7.
- Gibbs, Josiah Willard (1873). „Graphical Methods in the Thermodynamics of Fluids”. Transactions of the Connecticut Academy. II. ASIN B00088UXBK.
- Mandl, F. (1988). Statistical physics (second изд.). Wiley & Sons. ISBN 978-0-471-91533-1.
- Goldstein, Martin; Inge F. (1993). The Refrigerator and the Universe. Harvard University Press. ISBN 978-0-674-75325-9. OCLC 32826343. A nontechnical introduction, good on historical and interpretive matters.
- Kazakov, Andrei; Muzny, Chris D.; Chirico, Robert D.; Diky, Vladimir V.; Frenkel, Michael (2008). „Web Thermo Tables – an On-Line Version of the TRC Thermodynamic Tables”. Journal of Research of the National Institute of Standards and Technology. 113 (4): 209—220. ISSN 1044-677X. PMC 4651616 . PMID 27096122. doi:10.6028/jres.113.016.
- Gibbs J.W. (1928). The Collected Works of J. Willard Gibbs Thermodynamics. New York: Longmans, Green and Co. Vol. 1, pp. 55–349.
- Guggenheim E.A. (1933). Modern thermodynamics by the methods of Willard Gibbs. London: Methuen & co. ltd.
- Denbigh K. (1981). The Principles of Chemical Equilibrium: With Applications in Chemistry and Chemical Engineering. London: Cambridge University Press.
- Stull, D.R., Westrum Jr., E.F., Sinke, G.C. (1969). The Chemical Thermodynamics of Organic Compounds. London: John Wiley and Sons, Inc.
- Bazarov I.P. (2010). Thermodynamics: Textbook. (5th изд.). St. Petersburg: Lan publishing house. стр. 384. ISBN 978-5-8114-1003-3.. (in Russian)
- Bawendi Moungi G., Alberty Robert A., Silbey Robert J. (2004). Physical Chemistry. J. Wiley & Sons, Incorporated.
- Alberty Robert A. (2003). Thermodynamics of Biochemical Reactions. Wiley-Interscience.
- Alberty Robert A. (2006). Biochemical Thermodynamics: Applications of Mathematica. Methods of Biochemical Analysis. 48. John Wiley & Sons, Inc. стр. 1—458. ISBN 978-0-471-75798-6. PMID 16878778.
- Dill Ken A., Bromberg Sarina (2011). Molecular Driving Forces: Statistical Thermodynamics in Biology, Chemistry, Physics, and Nanoscience. Garland Science. ISBN 978-0-8153-4430-8.
- M. Scott Shell (2015). Thermodynamics and Statistical Mechanics: An Integrated Approach. Cambridge University Press. ISBN 978-1107656789.
- Douglas E. Barrick (2018). Biomolecular Thermodynamics: From Theory to Applications. CRC Press. ISBN 978-1-4398-0019-5.
- Bejan, Adrian (2016). Advanced Engineering Thermodynamics (4 изд.). Wiley. ISBN 978-1-119-05209-8.
- Cengel, Yunus A., Boles, Michael A. (2002). Thermodynamics – an Engineering Approach. McGraw Hill. ISBN 978-0-07-238332-4. OCLC 45791449.
- Dunning-Davies, Jeremy (1997). Concise Thermodynamics: Principles and Applications. Horwood Publishing. ISBN 978-1-8985-6315-0. OCLC 36025958.
- Kroemer, Herbert; Kittel, Charles (1980). Thermal Physics. W.H. Freeman Company. ISBN 978-0-7167-1088-2. OCLC 32932988.
- Carathéodory, C. (1909). „Untersuchungen über die Grundlagen der Thermodynamik”. Mathematische Annalen (на језику: немачки). 67 (3): 355—386. ISSN 0025-5831. S2CID 118230148. doi:10.1007/BF01450409.
- Frankel, Theodore (2004). The Geometry of Physics: An Introduction (second изд.). Cambridge University Press. ISBN 9780521539272.
- Rastall, Peter (1970-10-01). „Classical Thermodynamics Simplified”. Journal of Mathematical Physics. 11 (10): 2955—2965. ISSN 0022-2488. doi:10.1063/1.1665080.

## Spoljašnje veze
- Медији везани за чланак Funkcija stanja на Викимедијиној остави
- Callendar, Hugh Longbourne (1911). „Thermodynamics”.  (на језику: енглески). 26 (11 изд.). стр. 808—814.
- Thermodynamics Data & Property Calculation Websites Архивирано на веб-сајту  (11. фебруар 2014)
- Thermodynamics Educational Websites Архивирано на веб-сајту  (14. јун 2015)
- Biochemistry Thermodynamics
- Thermodynamics and Statistical Mechanics
- Engineering Thermodynamics – A Graphical Approach
- Thermodynamics and Statistical Mechanics by Richard Fitzpatrick